# Ryan Newman (pilota automobilistico)
Ryan Joseph Newman (South Bend, 8 dicembre 1977) è un pilota automobilistico statunitense, vincitore della Daytona 500 nel 2008.

## Carriera

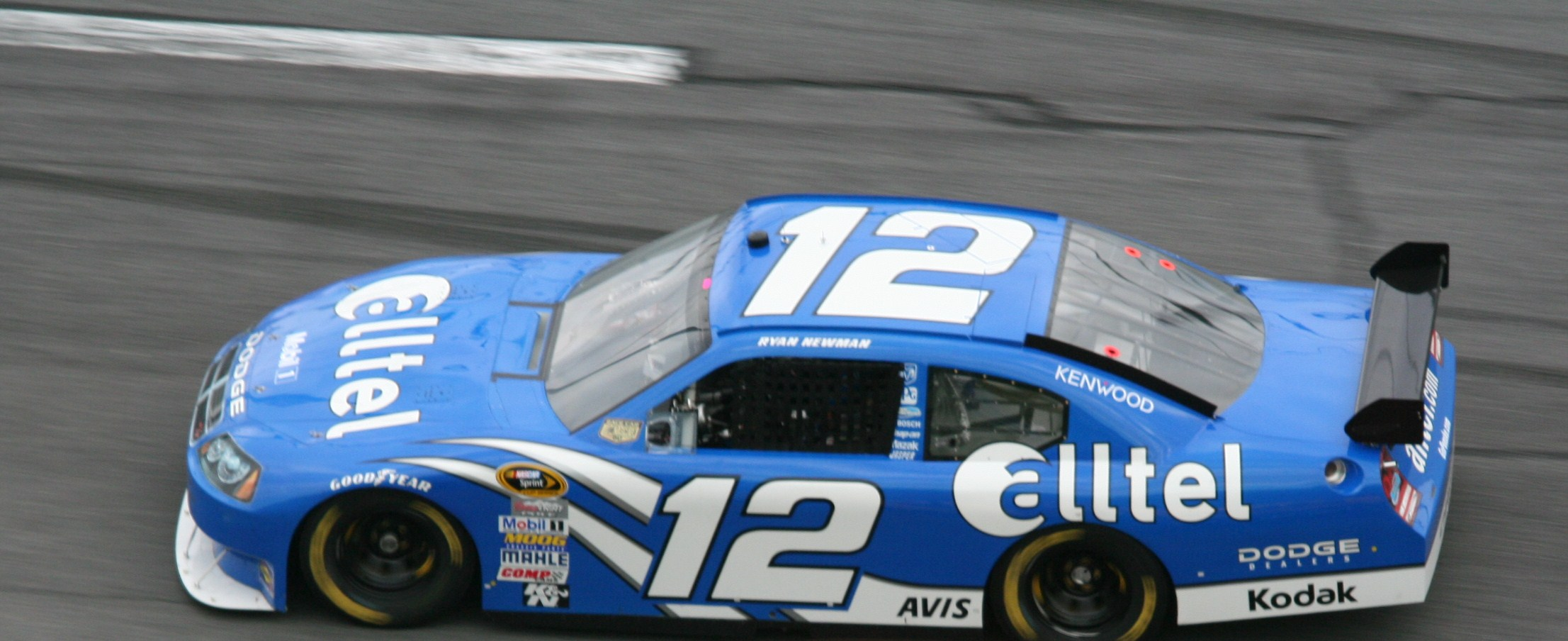
Newman a Daytona nel 2008

Pilota di scuola Penske, Ryan Newman fa il suo debutto in Nascar nel 2000 guidando la Ford #02 in una manciata di gare, proseguendo lo stesso trend anche nella stagione seguente.
Il suo debutto come pilota titolare avviene nel 2002, succedendo a Jeremy Mayfield alla guida dell’auto #12 e lottando per gli onori di Rookie of the Year.
Sin dalle sue primissime uscite, Newman si dimostrò un pilota estremamente veloce ed aggressivo, facendosi notare in particolar modo per le sue prestazioni sul giro secco: nei suoi primissimi anni di carriera, infatti, si trovava ad essere quasi sempre in lotta per la pole position, tanto che nel 2003, a scapito dei risultati altalenanti in gara (spesso conditi da spettacolari incidenti - famoso il suo cappottamento durante una corsa sull’ovale di Talladega), fece il record stagionale di pole position, nonché suo personale, ben 13.
Questi exploit, eccezionali per la categoria, gli valsero il soprannome di “Rocket Man”.
Nel 2009 si trasferisce al Stewart-Haas Racing #39 per poi passare nel 2014 al Richard Childress Racing prendendo il posto di Kevin Harvick. Nel 2014 termina 2º in campionato, suo miglior risultato di carriera.

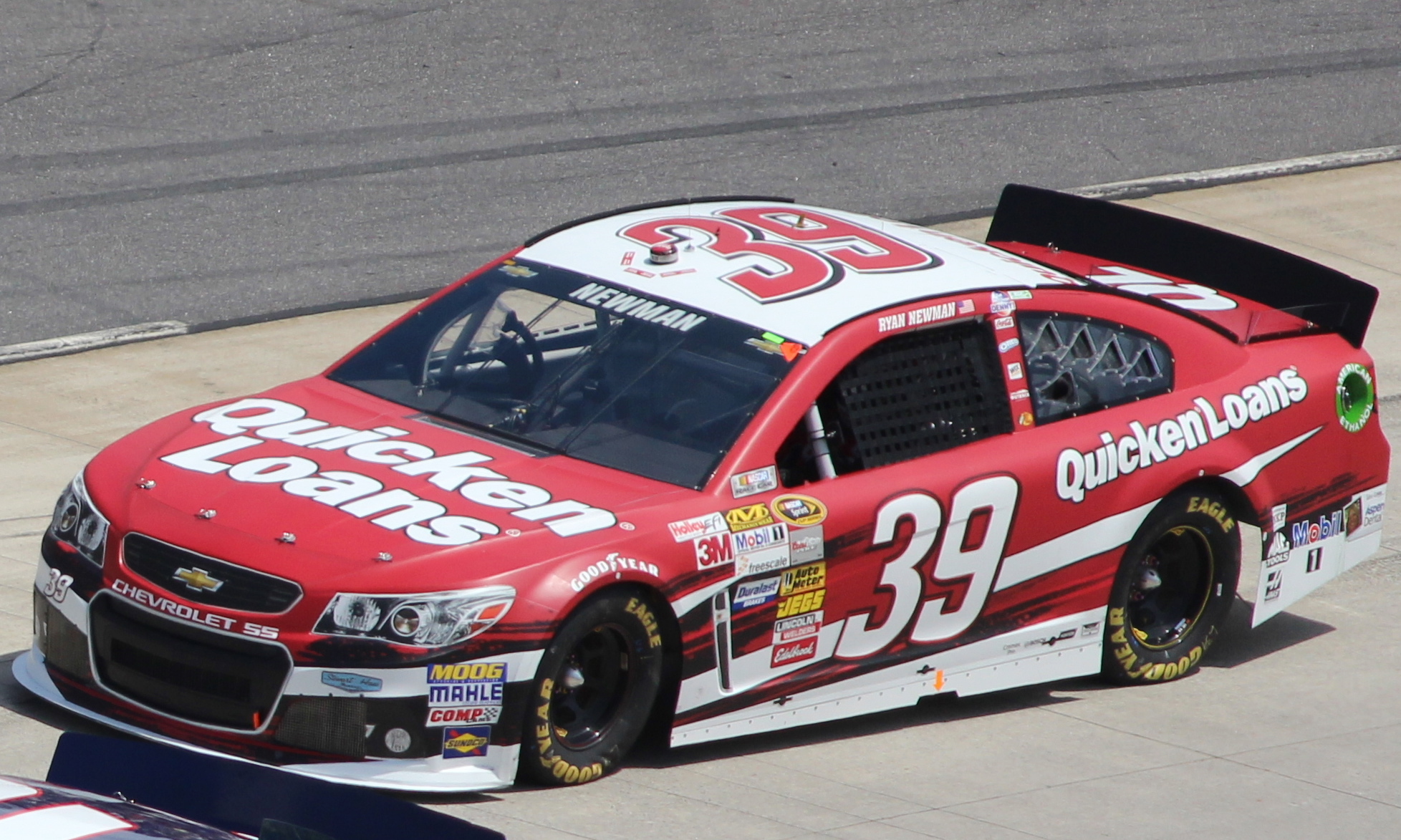
Ryan Newman nel 2013